# Krzewica (Tomaszów Lubelski)
Pour les articles homonymes, voir Krzewica.
Krzewica (prononciation [kʂɛˈvit͡sa]) est un village de la gmina d'Ulhówek, du powiat de Tomaszów Lubelski, dans la voïvodie de Lublin, situé dans l'est de la Pologne.
Il se situe à environ 6 kilomètres à l'est d'Ulhówek (siège de la gmina), 31 kilomètres à l'est de Tomaszów Lubelski (siège du powiat) et 127 kilomètres au sud-est de Lublin (capitale de la voïvodie).
Sa population s'élève approximativement à 200 habitants.

## Administration
De 1975 à 1998, le village est attaché administrativement à l'ancienne voïvodie de Zamość.

Depuis 1999, il fait partie de la nouvelle voïvodie de Lublin.